# Amphinema rollinsi
Amphinema rollinsi is een hydroïdpoliep uit de familie Pandeidae. De poliep komt uit het geslacht Amphinema. Amphinema rollinsi werd in 2007 voor het eerst wetenschappelijk beschreven door Widmer. 